# O'Chiese 203
O'Chiese 203 är ett reservat i Kanada.   Det ligger i provinsen Alberta, i den centrala delen av landet, 3 000 km väster om huvudstaden Ottawa.
I omgivningarna runt O'Chiese 203 växer i huvudsak blandskog. Trakten runt O'Chiese 203 är nära nog obefolkad, med mindre än två invånare per kvadratkilometer.